# Fosfomicina
A fosfomicina, vendida sob a marca Monuril, entre outras, é um antibiótico usado principalmente para tratar infecções do trato urinário inferior. Não é indicado para infecções renais. Ocasionalmente é usado para infecções da próstata. Geralmente é tomado por via oral.
Embora o uso durante a gravidez não tenha sido considerado prejudicial, tal uso não é recomendado. Uma dose única durante o período de amamentação parece ser segura. A fosfomicina funciona interferindo na produção da parede celular bacteriana.
A Fosfomicina foi descoberta em 1969 e aprovada para uso médico nos Estados Unidos em 1996. Ela está na Lista de Medicamentos Essenciais da Organização Mundial da Saúde. A Organização Mundial da Saúde classifica a fosfomicina como criticamente importante para a medicina humana. Ela está disponível como medicamento genérico. Originalmente a fosfomicina era obtida a partir de certos tipos de bactérias Streptomyces, mas hoje é produzido por síntese química.

## Usos médicos
A fosfomicina é usada para tratar infecções da bexiga, onde geralmente é administrada em dose única por via oral.
A fosfomicina oral não é recomendada para crianças com menos de 12 anos.
Já foram propostos outros usos além das infeçcões do trato urinário e o problema global do avanço da resistência antimicrobiana levou a um interesse renovado em seu uso.
A fosfomicina pode ser usada como um para tratar infeções complicadas, incluindo a  pielonefrite aguda. O regime padrão para as infecções complicadas é uma dose oral de 3g administrada uma vez a cada 48 ou 72 horas para um total de 3 doses ou uma dose de 6g a cada 8 horas por 7 a 14 dias quando a fosfomicina é administrada na forma IV.
A fosfomicina intravenosa está sendo cada vez mais utilizada no tratamento de infecções causadas por bactérias multirresistentes, principalmente como uma droga parceira, a fim de evitar a ocorrência de resistências e aproveitar sua atividade sinérgica com outros antimicrobianos. A dose diária para adultos geralmente varia de 12 a 24 gramas.

### Resistência
O desenvolvimento de resistência bacteriana sob terapia é uma frequente e torna a fosfomicina inadequada para terapia sustentada. Mutações que inativam o transportador não essencial de glicerofosfato tornam as bactérias resistentes à fosfomicina.
A prescrição de fosfomicina em conjunto com algum outro antimicrobiano reduz o risco de desenvolvimento de resistência por parte das bactérias. A fosfomicina atua sinergicamente com muitos outros antibióticos, incluindo cefalosporinas, carbapenêmicos, daptomicina e aminoglicosídeos.
Já foram identificadas enzimas que conferem resistência à fosfomicina, sendo codificadas tanto cromossomicamente quanto em plasmídeos.
Três enzimas de resistência à fosfomicina relacionadas (chamadas FosA, FosB e FosX) são membros da superfamília da glioxalase. Essas enzimas funcionam por ataque nucleofílico ao carbono 1 da fosfomicina, que abre o anel epóxido, tornando o fármaco ineficaz.
As enzimas diferem pela identidade do nucleófilo utilizado na reação: glutationa para FosA, bacilitiol para FosB, e água para FosX.
Em geral, as enzimas FosA e FosX são produzidas por bactérias Gram-negativas, enquanto FosB é produzida por bactérias Gram-positivas.
FosC usa ATP e adiciona um grupo fosfato à fosfomicina, alterando suas propriedades e tornando a droga ineficaz.

## Efeitos colaterais
A droga é bem tolerada e tem uma baixa incidência de efeitos colaterais prejudiciais.

## Mecanismo de ação
Apesar do nome (que termina em -omicina), a fosfomicina não é um macrolídeo, mas sim um membro de uma nova classe de antibióticos fosfônicos. A fosfomicina é bactericida e inibe a biogênese da parede celular bacteriana ao inativar a enzima UDP- <i id="mwkQ">N''-acetilglucosamina-3-enolpiruviltransferase, também conhecida como MurA. Esta enzima catalisa uma etapa na biossíntese do peptidoglicano, a ligação do fosfoenolpiruvato (PEP) ao grupo 3'-hidroxila da UDP-<i id="mwmA">N''-acetilglucosamina. Esta fração de piruvato fornece o ligante que faz a ponte entre o glicano e a porção peptídica do peptidoglicano. A fosfomicina é um análogo de PEP que inibe MurA por alquilação de um resíduo de cisteína do sítio ativo (Cys 115 na enzima Escherichia coli).
A fosfomicina entra na célula bacteriana através do transportador de glicerofosfato.

## História
A fosfomicina (originalmente conhecida como fosfonomicina) foi descoberta em um esforço conjunto da Merck and Co. e da Compañía Española de Penicilina y Antibióticos (CEPA) da Espanha. Foi isolado pela primeira vez por triagem de culturas de Streptomyces fradiae isoladas de amostras de solo, analisando a capacidade de causar a formação de esferoplastos em bactérias em crescimento. A descoberta foi descrita em uma série de artigos publicados em 1969. A CEPA começou a produzir fosfomicina em escala industrial em 1971 em suas instalações de Aranjuez.

## Fabricação
O agrupamento completo de genes biossintéticos de fosfomicina de Streptomyces fradiae foi clonado e sequenciado e a produção heteróloga de fosfomicina em Streptomyces lividans foi alcançada.
A produção em larga escala de fosfomicina é conseguida fazendo um epóxido de ácido cis-propenilfosfônico, produzindo uma mistura racêmica.